# Craterul Foelsche

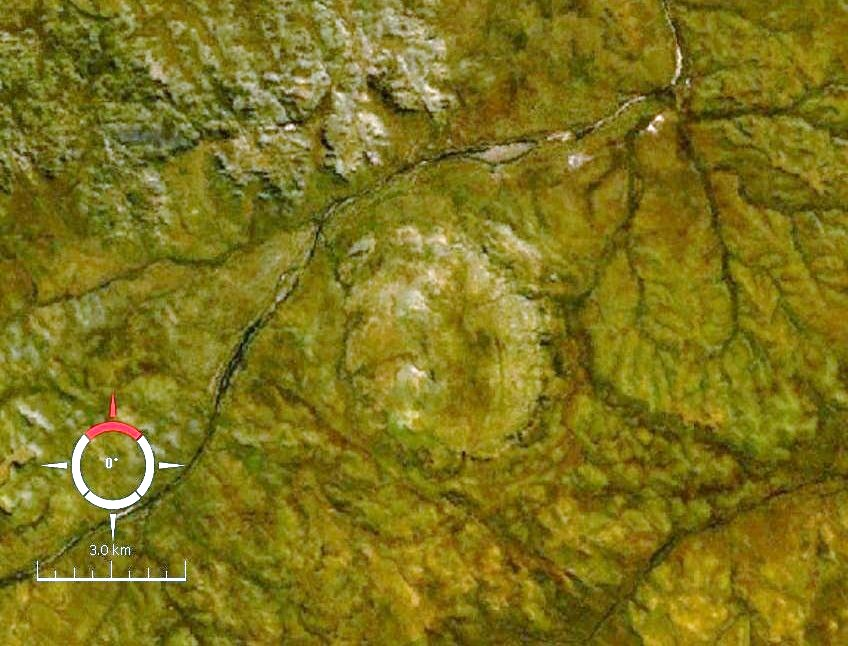
Imagine Landsat a Craterului Foelsche.

Foelsche este un crater de impact meteoritic situat în Teritoriul de Nord, Australia.

## Date generale
Acesta are un diametru de aproximativ 6 kilometri și are vârsta estimată la peste 545 milioane de ani (Neoproterozoic).